# جاك-رينيه ايبير
جاك-رينيه ايبير (بالفرنسية: Jacques-René Hébert) من أشهر الصحافيين والثوريين الفرنسيين ولد في ألونسون وعاش ما بين (1757-1794). كان من ذوي الفاقه، يحتال على المعيشة في باريس حتى إذا ما اندلعت الثورة، أقبل على نصرتها بلسانه وقلمه. ولم يلبث أن أنشأ سنة 1790 جريدة دعاها «الأب دوشان» (لو بير دوشان) وكرّسها للدعوة إلى الثورة، بأسلوب شعبي وتعبير عامي لا يخلو من بذاءة وشتائم. كان شديد الاندفاع ضد خصوم الثورة، لا يكاد يستثني أحدا ممن يخالف آراءه حتى وصل باتهاماته إلى روبسبير، أحد أبرز قادة الثورة المتشددين، إلى أن تم القاء القبض عليه مع فريق من دعاته ومديريه وحشروا جميعاً في السجن حتى حكم عليهم بألاٍعدام مع غيره من المتهمين ونفذ الحكم في 24 آذار سنة 1794 م، وما زالت ذكراه مخلدة إلى الآن وبالذات في فرنسا حيث أعيد في القرن التاسع عشر ثم في القرن العشرين إصدار صحيفة بنفس الاسم ونفس الأسلوب.

## روابط خارجية
- جاك-رينيه ايبير على موقع الموسوعة البريطانية (الإنجليزية)
- جاك-رينيه ايبير على موقع الموسوعة البريطانية (الإنجليزية)
- جاك-رينيه ايبير على موقع ميوزك برينز (الإنجليزية)
- جاك-رينيه ايبير على موقع إن إن دي بي (الإنجليزية)